# Rieni
Rieniⓘ – wieś w Rumunii, w okręgu Bihor, w gminie Rieni. W 2011 roku liczyła 549 mieszkańców.